# شا کام دانینگتون
شا کام دانینگتون (به انگلیسی: Shaw-cum-Donnington) یک روستا و محله مدنی در بریتانیا است که در بارکشر غربی واقع شده‌است. شا کام دانینگتون ۸٫۶ کیلومتر مربع مساحت و ۱٬۶۸۶ نفر جمعیت دارد.